# Station Bouffémont - Moisselles
Station Bouffémont - Moisselles is een spoorwegstation aan de spoorlijn Épinay-Villetaneuse - Le Tréport-Mers. Het ligt in de Franse gemeente Bouffémont in het departement Val-d'Oise (Île-de-France).

## Geschiedenis
Het station is in 1877 geopend.

## Ligging
Het station ligt op kilometerpunt 22,010 van de spoorlijn Épinay-Villetaneuse - Le Tréport-Mers.

## Diensten
Het station wordt aangedaan door verschillende treinen van Transilien lijn H:
- Tussen Paris-Nord en Persan - Beaumont
- Tussen Paris-Nord en Luzarches

## Vorige en volgende stations
| Richting          | Vorig station         | Lijn    | Volgend station | Richting   |
| ----------------- | --------------------- | ------- | --------------- | ---------- |
| Persan - Beaumont | Montsoult - Maffliers | Trans H | Domont          | Paris-Nord |
| Luzarches         | Montsoult - Maffliers | Trans H | Domont          | Paris-Nord |